# The Thing Called Love
The Thing Called Love is een film uit 1993 onder regie van Peter Bogdanovich.

## Verhaal
Miranda gaat naar Nashville om zangeres te worden. Ze mist de wekelijkse auditie, maar ontmoet wel Texaan James. Een week later komt ze terug maar komt niet door de auditierondes. Toch geeft ze niet op...

## Rolverdeling
| Acteur          | Personage        |
| --------------- | ---------------- |
| River Phoenix   | James Wright     |
| Samantha Mathis | Miranda Presley  |
| Dermot Mulroney | Kyle Davidson    |
| Sandra Bullock  | Linda Lue Linden |
| K.T. Oslin      | Lucy             |
| Anthony Clark   | Billy            |